# Larouco
Larouco település Spanyolországban, Ourense tartományban. Larouco Quiroga, A Rúa, Petín, O Bolo és Manzaneda községekkel határos. Lakosainak száma 437 fő (2024).

## Népesség
A település népessége az elmúlt években az alábbi módon változott:
| Lakosok száma | 610  | 570  | 624  | 581  | 557  | 544  | 472  | 429  | 440  | 437  |
|               | 2001 | 2004 | 2007 | 2009 | 2012 | 2014 | 2017 | 2019 | 2022 | 2024 |